# Didymodon aaronis
Didymodon aaronis är en bladmossart som beskrevs av J. Guerra in J. Guerra och Ros 1987. Didymodon aaronis ingår i släktet lansmossor, och familjen Pottiaceae. Inga underarter finns listade i Catalogue of Life.